# Festuca brachyphylla
Festuca brachyphylla ist eine Pflanzenart aus der Gattung Schwingel (Festuca) innerhalb der Familie der Süßgräser (Poaceae). Sie ist in Eurasien, Nordamerika und der Arktis weitverbreitet. 

## Beschreibung

### Vegetative Merkmale
Festuca brachyphylla ist eine hellgrüne, ausdauernde krautige Pflanze. Sie wächst ohne Rhizome büschelig. Der feingliedrige, niedrig wachsende Stängel weist eine Länge von 2 bis 35 Zentimetern, bei Inkulturnahme von bis zu 55 Zentimetern auf. Die Stängel sind glatt und etwas rau, zu den Blütenständen hin mehr feinflaumig und an ihrer Basis gelegentlich violett gefärbt. Die glatten oder rauen Blattscheiden sind bis zur Hälfte ihrer Länge geschlossen; sie verbleiben an der Basis der Büschel, wenn sie absterben. Die Blatthäutchen messen 0,1 bis 0,4 Millimeter. Die Kapillargefäße der Blattspreiten sind lang und weich. Die Laubblätter messen 2 bis 6 Zentimeter in der Länge und 0,5 bis 1 Millimeter in der Breite und sprossen aus der Basis des Büschels hervor.

### Generative Merkmale
Die Blütezeit reicht vom späten Juni bis in den Juli hinein.
Die typischerweise rispigen oder gelegentlich traubigen Blütenstände sind bei einer Länge von 1 bis 3 Zentimetern zylindrisch oder oval. Die Rispen haben ein bis zwei aufrechte Zweige an jedem Knoten, die sich manchmal während der Blüte ausbreiten. Die leicht violetten oder bronzefarbenen Stiele der Ährchen messen 3,5 bis 7 Millimeter und enthalten zwei bis vier Blüten. Die kahlen Deckblätter sind eiförmig bis lanzettlich und sehr viel kürzer als die Stiele. Die unteren Deckblätter sind 1,8 bis 3 Millimeter lang, die oberen 2,6 bis 4 Millimeter. Die elliptischen oder lanzettlichen Deckspelzen sind membranös und werden zu ihrer Spitze hin rau. Die Deckspelzen sind 2,5 bis 4,5 Millimeter lang. Die endständigen Grannen sind 1 bis 3 Millimeter lang. Die Vorspelzen sind 3 bis 5,5 Millimeter lang. Die Staubbeutel messen 0,5 bis 1 Millimeter Länge. Diese kurzen Staubbeutel unterscheiden Festuca brachyphylla von Festuca ovina.
Die Ährchen sind durch Anthocyane rot bis violett gefärbt.

### Chromosomensatz
Bei Festuca brachyphylla wurden mehrere Ploidiegraden mit Chromosomenzahlen von 2n = 28, 42 oder 44 ermittelt.

## Vorkommen
Festuca brachyphylla ist zirkumpolar und alpin verbreitet. Sie kommt in Nordamerika in ganz Kanada sowie in den Rocky Mountains vor, wo sie südwärts bis New Mexico und Kalifornien verbreitet ist.
Festuca brachyphylla wächst an felsigen Standorten in großen Höhenlagen von 2800 bis 4300 Metern. Sie kommt in Wiesen vor, entlang von Strömen, in Flussbetten, auf trockenem Kies und an trockenen Hängen.

## Taxonomie
Die Erstbeschreibung von Festuca brachyphylla erfolgte 1927 durch Josef August Schultes. Das Artepitheton brachyphylla bedeutet „kurzblättrig“. 

## Verwendung
Festuca brachyphylla findet Verwendung beim Erosionsschutz und in der Rekultivierung.